# Збіґнев Качмарек (важкоатлет)
Збіґнев Качмарек (пол. Zbigniew Kaczmarek, 21 червня 1946 — 15 травня 2023) — польський важкоатлет.
Бронзовий призер Олімпійських Ігор 1972 року в легкій вазі, учасник 1976, 1980 років.
Чемпіон світу 1970 (легка вага), 1971 (легка вага) років.